# 차이능
차이능(車二能)은 종반 낱장기 유형 중 하나로, 어느 한쪽에서 차(車) 한 개와 공격 기물 한 개가 남은 형태를 말한다. 차이능은 거의 대부분 양사(兩士)를 이길 수 없으나 예외도 있다. 또한 차이능은 거의 대부분 외사를 이길 수 있으나 예외도 있다.

## 양사를 이길 수 있는 차이능
거의 모든 차이능은 양사를 이길 수 없으나, 양차(兩車)는 예외이다.
| 양사를 이길 수 있는 차이능 | 그림(초) | 그림(한) |
| -------------------------- | -------- | -------- |
| 양차(兩車)                 |          |          |

## 외사를 이길 수 있는 차이능
거의 모든 차이능은 외사를 이기는 것이 가능하다. 앞에서 언급한 양차(兩車)는 물론이고, 차와 다른 대기물이 있는 차이능이라면 외사를 이길 수 있다.
| 외사를 이길 수 있는 차이능 | 그림(초) | 그림(한) |
| -------------------------- | -------- | -------- |
| 양차(兩車)                 |          |          |
| 차포(車包)                 |          |          |
| 차마(車馬)                 |          |          |
| 차상(車象)                 |          |          |

## 외사를 이길 수 없는 차이능
거의 모든 차이능은 외사를 이기는 것이 가능하나, 차졸(車卒) 또는 차병(車兵)은 이길 수 없다. 단 졸 또는 병이 궁성에 붙은 경우(사 대신 차여도 마찬가지)에는 100% 이길 수 있다.
| 외사를 이길 수 없는 차이능 | 그림(초) | 그림(한) |
| -------------------------- | -------- | -------- |
| 차졸(車卒) 차병(車兵)      |          |          |